# Jaghd
Jaghd (persiska: جغد) är en ort i Iran.   Den ligger i provinsen Chahar Mahal och Bakhtiari, i den centrala delen av landet, 400 km söder om huvudstaden Teheran. Jaghd ligger 1 213 meter över havet och antalet invånare är 177.
Terrängen runt Jaghd är bergig åt nordost, men åt sydväst är den kuperad. Jaghd ligger nere i en dal. Runt Jaghd är det ganska glesbefolkat, med 38 invånare per kvadratkilometer. Närmaste större samhälle är Lordegān, 19,6 km söder om Jaghd. Omgivningarna runt Jaghd är i huvudsak ett öppet busklandskap.